# Elara (satèl·lit)
Elara, també conegut com a Júpiter VII, és un satèl·lit natural irregular de Júpiter. Forma part del grup d'Himalia. Va ser descobert per Charles Dillon Perrine des de l'Observatori Lick, a Califòrnia, el 1905. Es va anomenar així en honor de la mare del gegant Titius, el pare del qual era Zeus. Va rebre el seu nom de manera oficial el 1975. Té un diàmetre mitjà de 85 km i gira al voltant de Júpiter en una òrbita prògrada amb un període de gairebé 260 dies.